# ステージママ
ステージママ（英語: stage mother、ステージマザー）とは、子役やタレント、演奏家などとして活動する子供の母親のことである。この言葉は、自分の子供を特別扱いするよう周囲に強要したり、自分の夢を託すために子供に過度のプレッシャーをかけていたりすることを示唆するような、ネガティブな意味合いで使用されることもある。

## ママージャー
ステージママは、自分の子供の公式なマネージャーになることもあり、子供の仕事に関する交渉において、子供の代理を務める。このようなマネージャーは、映画業界ではしばしば「ママージャー」(momager)と呼ばれている。著名な「ママージャー」には、ローズ・トンプソン・ホービック（ジプシー・ローズ・リーとジューン・ハヴォックの母）、ディナ・ローハン（リンジー・ローハンの母）、エセル・ガム（ジュディ・ガーランドの母）、テリー・シールズ（ブルック・シールズの母）、スーザン・ダフ（ヒラリー・ダフの母）、カトリーヌ・ベルコジャ（マイウェン、イジルド・ル・ベスコらの母）、加藤喜美枝（美空ひばりの母）、藤圭子 (宇多田ヒカルの母)、宮沢りえの母（通称「りえママ」）、山本加寿子 (山本耕史の母)、安達有里 (安達祐実の母)などがいる。

## ステージパパ
母親ではなく父親が同様の役割を果たすこともあり、その場合は「ステージパパ」（stage father）と呼ばれる。著名なステージパパとして、ジョセフ・ジャクソン（マイケル・ジャクソンなどのジャクソン5の父）、マレー・ウィルソン（ザ・ビーチ・ボーイズの3人のメンバーの父）、ジョー・シンプソン（ジェシカ・シンプソン、アシュリー・シンプソンの父）、ジェフ・アーチュレッタ（デヴィッド・アーチュレッタの父）、マシュー・ノウルズ（ビヨンセとソランジュの父）、アイラ・デビッド・ウッド3世（エヴァン・レイチェル・ウッドの父）、キット・カルキン（マコーレー・カルキンらの父）などが知られている。歴史的には、レオポルト・モーツァルトが挙げられる。彼は息子ヴォルフガング・アマデウス・モーツァルトが幼い頃からその音楽の才能を認め、それを最大限に活用した。
セレーナの父のエイブラハム・キンタニーヤ・ジュニアは、セレーナの歌の才能を見出し、家族でバンド、セレーナ・イ・ロス・ディノスを結成した。

## スクリプト・マザー
この用語の変形として「スクリプト・マザー」がある。これは、自分の子供をわざと惨めな目に遭わせ、それをネタにして小説や脚本、漫画などの自身の作品を執筆する女性作家を揶揄する言葉である。
スクリプト・マザーの例としては、漫画家のリン・ジョンストンが挙げられる。チャールズ・シュルツやバークリー・ブレシドなどの多くの漫画家が架空のキャラクターを作り上げているのとは対照的に、ジョンストンは漫画『フォー・ベター・オア・フォー・ワース』(For Better or For Worse)で自分の子供（と夫）を食い物にしていると批判されてきた。ジョンストンの子供たちは、漫画のキャラクターと比較されていじめられたり、恥ずかしい思いをして来たため、最終的には学校を退学し、生徒の行動に厳しい規制がある私立学校に転入した。